# Цемш, Николай Сергеевич
Николай Сергеевич Цемш (15 апреля 1887, Москва, Российская империя — 6 декабря 1936, Оренбург, СССР) — советский историк, участник «Кружка молодых историков».

## Биография
Николай Цемш родился в Москве. Его отец был чиновником, к концу жизни занимал пост товарища (заместителя) обер-прокурора Синода. В 1905 году Николай окончил курс Вологодской гимназии и поступил на историко-филологический факультет Санкт-Петербургского университета. Окончив курс университета в 1910 году, преподавал историю в гимназиях. Автор ряда статей в изданиях энциклопедических словарей Брокгауза и Ефрона. В 1919—1920 годов преподавал всеобщую историю в Костромском университете, затем преподавал историю в петроградском Педагогическом институте имени Некрасова. С 1921 года стал активным участником Кружка молодых историков, в котором собирались ученики виднейших профессоров истории — Булгакова, Тарле, Рождественского и других.
С 1927 года — сотрудник Публичной библиотеки. Арестован в 1935 году, приговорён к 3 годам заключения, позднее заменённых ссылкой в город Чкаловск. Умер в ссылке в 1936 году.